# Melquíades Álvarez (homme politique)
Pour les articles homonymes, voir Melquíades Álvarez et Alvarez.
Melquíades Álvarez González-Posada (Gijón, Asturies, 17 mai 1864 - Madrid, 22 août 1936) est un juriste et un homme politique espagnol, républicain et laïque, député, chef du parti libéral républicain et président du parlement espagnol (1922-1923). Il fut aussi l'initiateur du parti réformiste en 1912 dans lequel se retrouva l'élite intellectuelle espagnole, dont Manuel Azaña et José Ortega y Gasset.

## Biographie
Avocat à Oviedo, il fut doyen du collège des avocats d'Oviedo de 1894 à 1898.
En mars 1898, il fut élu au Cortès sous les couleurs du Parti libéral et il s'installe à Madrid. Réélu en 1907, il collabora avec d'autres dirigeants libéraux pour former un parti rassemblant les forces de gauche non révolutionnaires afin de faire réformer la constitution de 1876. C'est ainsi qu'en 1912, il figure comme l'un des principaux fondateurs du Parti réformiste.
Cet excellent orateur fut proposé pour exercer la présidence provisoire du gouvernement en 1917 en vue de convoquer une assemblée constituante, qui allait finalement être refusée par le roi Alphonse XIII.
En 1922-1923, il siégea comme président du Congrès des députés. Ces années sont marquées par une certaine passivité face à la dictature de Miguel Primo de Rivera, de laquelle il finit par se distancier avant de comploter à son renversement.
Durant la Seconde République, député de Valence, il transforma le Parti réformiste en Parti libéral républicain, de centre droit. Il fut aussi élu doyen du collège des avocats de Madrid.
Dès le début de la guerre civile espagnole, il fut incarcéré à cause de ses sympathies politiques de droite, avec d'autres ministres conservateurs de la république, au Cárcel Modelo de Madrid, avant d'être exécuté sommairement par des anarchistes, le 22 août 1936, sur ordre d'un tribunal populaire improvisé.